# Amr Kaddoura
Amr Kaddoura, född 1 juli 1994, är en svensk-palestinsk fotbollsmålvakt som spelar för Landskrona BoIS.

## Klubbkarriär
Säsongen 2015 var Kaddoura utlånad till Höganäs BK. Inför säsongen 2018 skrev han på ett nytt tvåårskontrakt med Landskrona BoIS. I november 2019 förlängde Kaddoura sitt kontrakt med ett år. I februari 2020 förlängde han sitt kontrakt fram över säsongen 2021. Han missade därefter hela säsongen 2020 på grund av en korsbandsskada. I januari 2022 förlängde Kaddoura sitt kontrakt med två år. I mars 2023 förlängde han sitt kontrakt fram över säsongen 2025.

## Landslagskarriär
I november 2018 blev Kaddoura uttagen i Palestinas landslag till två träningsmatcher mot Pakistan och Kina. Han blev därefter även uttagen i Palestinas trupp till Asiatiska mästerskapet 2019. Kaddoura debuterade för Palestina den 1 december 2021 i en 4–0-förlust mot Marocko.

## Karriärstatistik
| Klubb              | Säsong             | Liga                       | Liga    | Liga | Svenska cupen | Svenska cupen | Övrigt  | Övrigt | Totalt  | Totalt |
| Klubb              | Säsong             | Division                   | Matcher | Mål  | Matcher       | Mål           | Matcher | Mål    | Matcher | Mål    |
| ------------------ | ------------------ | -------------------------- | ------- | ---- | ------------- | ------------- | ------- | ------ | ------- | ------ |
| Landskrona BoIS    | 2014               | Superettan                 | 14      | 0    | 1             | 0             | —       | —      | 15      | 0      |
| Landskrona BoIS    | 2015               | Division 1 Södra           | 0       | 0    | 0             | 0             | —       | —      | 0       | 0      |
| Landskrona BoIS    | 2016               | Division 1 Södra           | 16      | 0    | 2             | 0             | —       | —      | 18      | 0      |
| Landskrona BoIS    | 2017               | Division 1 Södra           | 1       | 0    | 1             | 0             | —       | —      | 2       | 0      |
| Landskrona BoIS    | 2018               | Superettan                 | 19      | 0    | 0             | 0             | —       | —      | 19      | 0      |
| Landskrona BoIS    | 2019               | Division 1 Södra           | 26      | 1    | 0             | 0             | 2       | 0      | 28      | 1      |
| Landskrona BoIS    | 2020               | Division 1 Södra           | 0       | 0    | 0             | 0             | —       | —      | 0       | 0      |
| Landskrona BoIS    | 2021               | Superettan                 | 23      | 0    | 4             | 0             | —       | —      | 27      | 0      |
| Landskrona BoIS    | 2022               | Superettan                 | 30      | 0    | 2             | 0             | —       | —      | 32      | 0      |
| Landskrona BoIS    | 2023               | Superettan                 | 0       | 0    | 1             | 0             | —       | —      | 1       | 0      |
| Landskrona BoIS    | Totalt             | Totalt                     | 129     | 1    | 11            | 0             | 2       | 0      | 142     | 1      |
| Höganäs BK (lån)   | 2015               | Division 2 Västra Götaland | 23      | 0    | 0             | 0             | —       | —      | 23      | 0      |
| Totalt i karriären | Totalt i karriären | Totalt i karriären         | 152     | 1    | 11            | 0             | 2       | 0      | 165     | 1      |

1. ↑  Uppflyttningskvalmatcher mot Östers IF.[13][14]